# Kozárd
Kozárd é um município da Hungria, situado no condado de Nógrád. Tem 6,44 km² de área e sua população em 2015 foi estimada em 153 habitantes.